# Bibie
Bibie (ký danh: Béatrice Adjorkor Anyankor, sinh ngày 9 tháng 1 năm 1957 tại Accra, Ghana) là ca sĩ người Pháp gốc Ghana, nổi tiếng với bản hit "Tout doucement" năm 1985.

## Tiểu sử
Tuổi thơ của bà gắn liền với nhiều quốc gia khác nhau, những nơi mà cha cô, một nhà ngoại giao Ghana, được gửi đến. Ngay từ còn bé, Bibie đã quyết định cống hiến cuộc đời mình cho ca hát, do đó bà xao nhãng việc học hành.
Sau khi theo đuổi phong cách âm nhạc Mỹ gốc Phi, bà chuyển đến Paris. Tại đó bà gặp nhà soạn nhạc nổi tiếng John Paul Dréau và cùng ông viết bài hát "Tout doucement". Bài hát này đã trở thành một bản hít lớn vào năm 1985, đạt vị trí thứ hai tại Pháp. Bài hát "Tout doucement" đã giúp bà nhận được Chứng nhận doanh số đĩa thu âm hạng Vàng. Bài hát được Dalida viết lời và hát bằng tiếng Ý, Bibie viết lời và hát bằng tiếng Anh. Bài hát "J'mux pas savoir" cũng là thành công lớn trong sự nghiệp âm nhạc của bà, đứng vị trí số 6 ở Pháp năm 1986. Năm 1985, bà ra mắt bài hát "Tout simplement" vào năm 1985, nhưng không lặp lại được kỳ tích như hai bài hát trước đó.
Đầu thập niên 90 của thế kỉ XX, Bibie tiếp tục sự nghiệp ca hát, nhưng sự đón nhận của công chúng dành cho các bài hát của bà không còn được nhiệt tình như trước. Như nhiều nữ ca sĩ khác của Pháp những năm 1980 như Sabine Paturel hayDesireless, bà đã thất bại và dần chìm vào quên lãng.
Sau khi đánh dấu sự trở lại của mình trong cuộc phỏng vấn truyền hình tại Pháp, Bibie phát hành một album vào năm 2004 theo phong cách âm nhạc của Tracy Chapman. Mặc dù đây là dấu mốc sự nghiệp âm nhạc quan trọng, album không được khán giả cũ của bà hoàn toàn chấp nhận. Cùng năm đó, bà tham gia chương trình truyền hình Pháp trên đài TF1 mang tên "Retour Gagnant" ("Sự trở lại của người chiến thắng"). Trong chương trình này, Julie Petri là người chiến thắng trong mùa đầu tiên; và mùa này ca sĩ người Pháp Jean-Luc Lahaye giành chiến thắng.
Năm 2010, Bibie tham gia tour âm nhạc mang tên "RFM party 80"

## Danh sách đĩa hát

### Album
- 1985: Bibie
- 1986: Regards
- 1988: Tendress'moi
- 1990: La P'tite Black
- 1992: Femme d'ici ou d'ailleurs
- 2003: Sereine

### Bài hát
- 1985: "Tout doucement" - #2 in France
- 1986: "J'veux pas l'savoir" - #6 in France
- 1986: "Les femmes reviennent et les hommes s'en vont"
- 1988: "Tout simplement"